# Fort Provintia

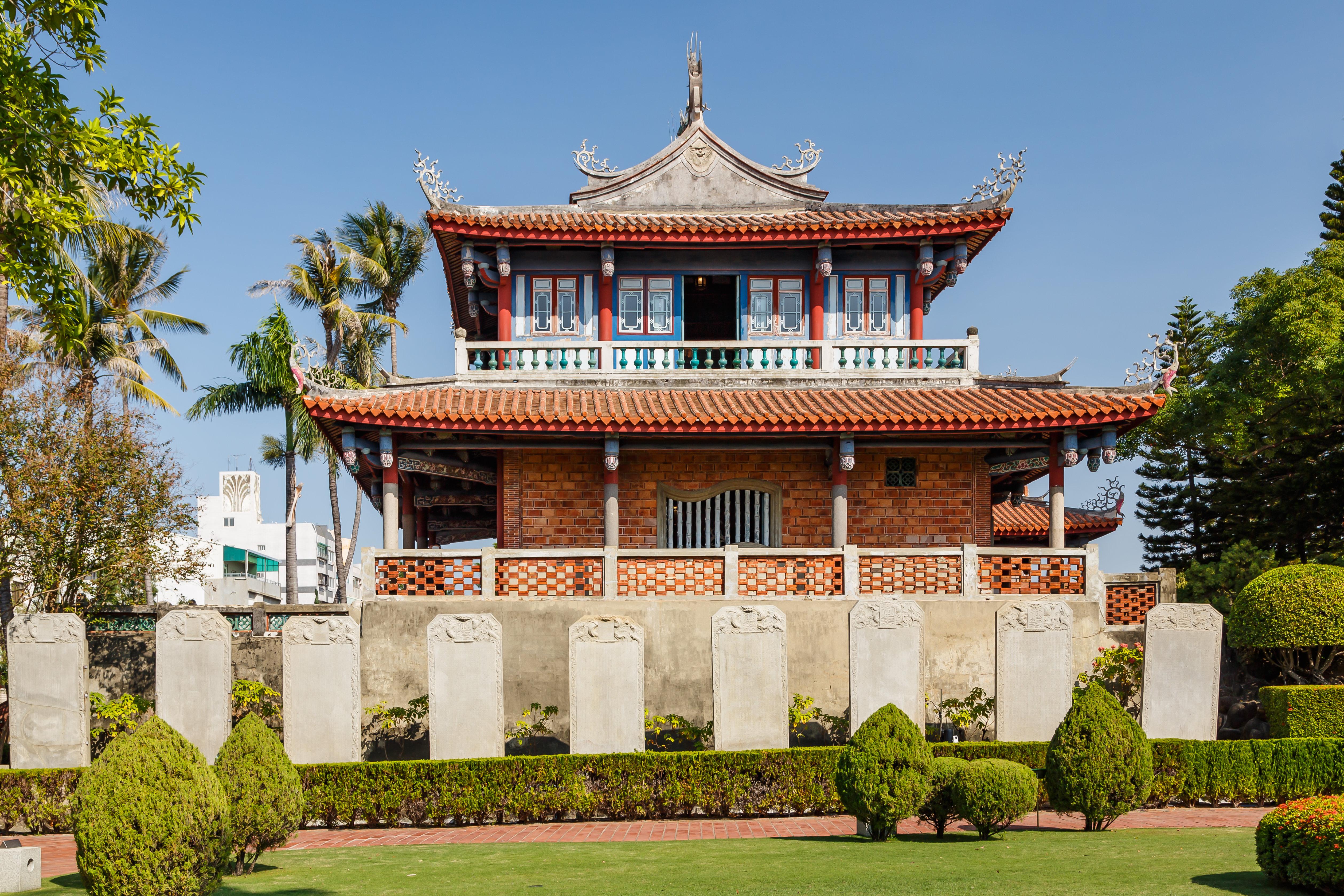
Das Hauptgebäude

Fort Provintia (chinesisch 赤嵌樓, Pinyin Chìkǎnlóu, Pe̍h-ōe-jī Chhiah-khàm-lâu, oft Chihkan geschrieben) ist ein historischer Gebäudekomplex im Distrikt Zentrum-West der südtaiwanischen Stadt Tainan, der auf eine im Jahr 1653 zur Zeit der niederländischen Kolonisation erbaute Festung zurückgeht.

## Geschichte

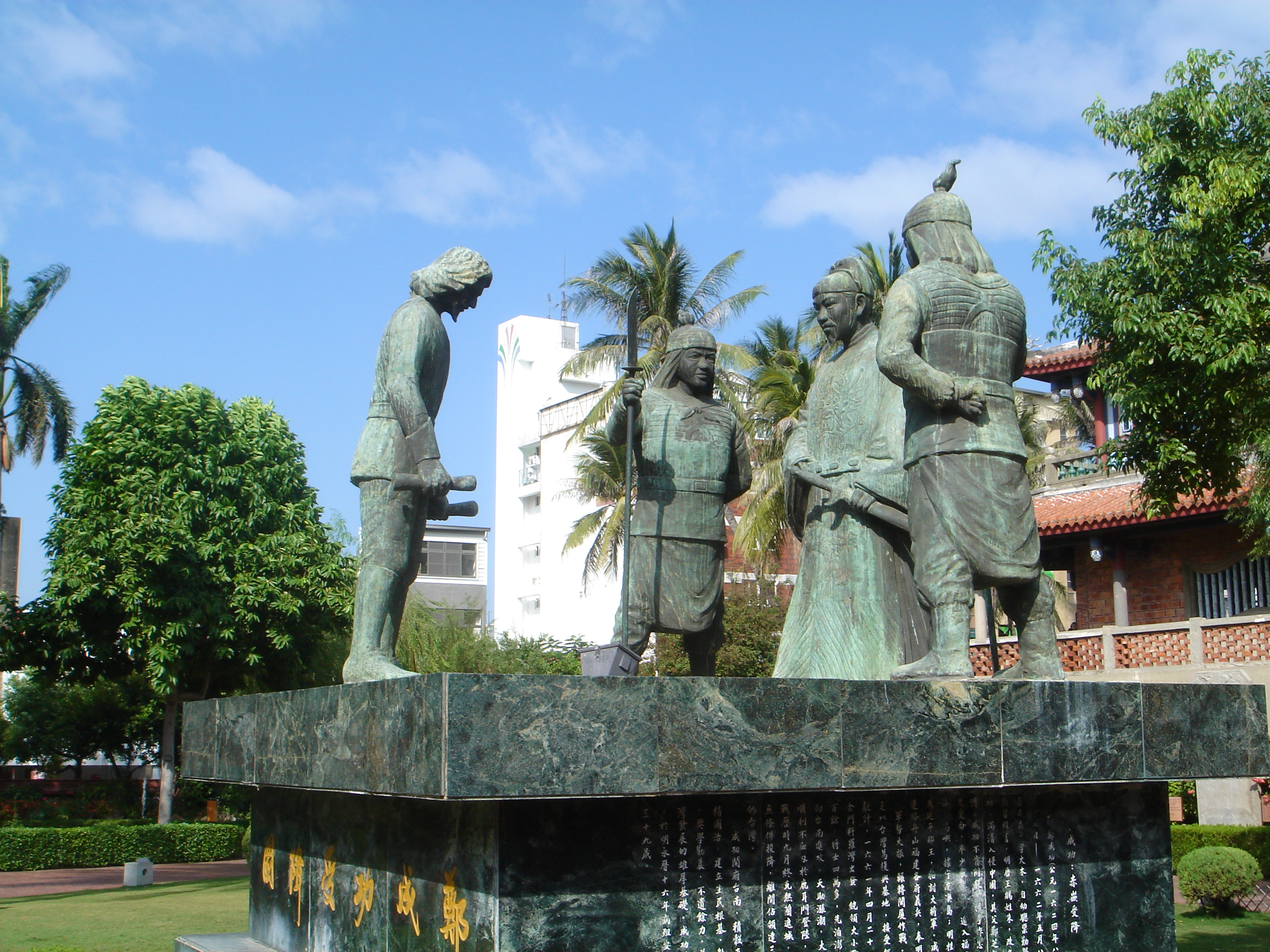
An die Kapitulation der Niederländer 1662 erinnernde Skulptur

Nach der Niederschlagung eines Aufstands chinesischer Einwanderer beschloss die Niederländische Ostindien-Kompanie, zusätzlich zu ihrem seit 1624 bestehenden Stützpunkt Fort Zeelandia ein weiteres Fort zur Stabilisierung ihrer Kontrolle über Südtaiwan zu errichten. Das 1653 fertiggestellte Fort erhielt den Namen Provintia und lag etwa viereinhalb Kilometer östlich von Fort Zeelandia. Mit einer Besatzung von 500 Mann war Provintia das kleinere Fort und erfüllte neben seinem militärischen Zweck auch die Aufgabe eines Verwaltungszentrums. Nach der Invasion Taiwans durch Zheng Chenggong musste der Kommandant Valentyn Fort Provintia am 4. April 1661 an die Chinesen übergeben. Im folgenden Jahr mussten sich die Niederländer ganz aus Taiwan zurückziehen. Fort Provintia wurde in Dongdu Mingjing (chinesisch 東都明京, Pinyin Dōngdū Míngjīng – „Östliche Ming-Hauptstadt“) umbenannt.
In der Folge war das Fort Provintia zunächst Verwaltungssitz des von Zheng Chenggong und seinen Erben beherrschten Königreichs Dongning, nach dessen Eroberung durch die Qing-Dynastie im Jahr 1683 wurde das Fort jedoch nur noch als Munitionsdepot genutzt und verfiel infolge von Taifun- und Erdbebeneinwirkungen zusehends. Zudem wurden die Reste des Forts als Baumaterial für andere Zwecke verwendet. In der zweiten Hälfte des 19. Jahrhunderts wurden auf dem Gelände des Forts nach und nach der Haishen-Tempel, der Wenchang-Pavillon, eine Privatschule und zwei Schreine errichtet.
Zur Zeit der japanischen Herrschaft über Taiwan wurden die Gebäude auf dem Gelände als Lazarett und Studentenwohnheim genutzt. Nach dem Zweiten Weltkrieg diente das Gelände als Geschichtsmuseum und wurde mehrfach renoviert, wodurch der Ort sein heutiges Aussehen erhielt. Im Jahr 1983 erklärte die taiwanische Regierung Fort Provintia zu einer historischen Sehenswürdigkeit ersten Ranges.
Der chinesische Name des Forts rührt von dem Wort Sakam her, einem Ortsnamen der ursprünglich hier ansässigen taiwanischen Ureinwohner.

## Heutiges Erscheinungsbild und Nutzung

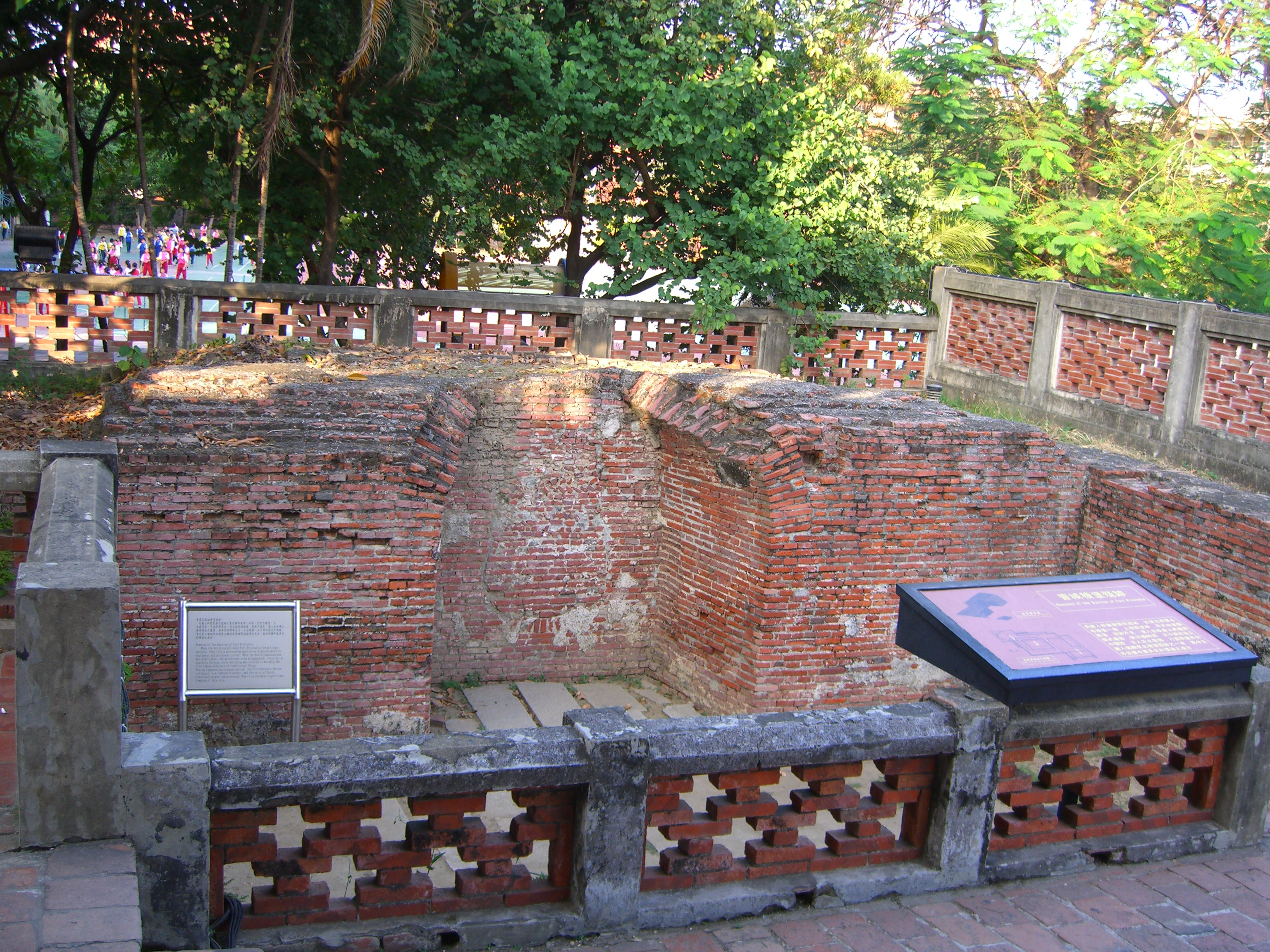
Mauerreste des ursprünglichen Forts

Aufgrund des langjährigen Verfalls und der vielen späteren Ergänzungen und Umbauten sind vom ursprünglichen Fort der Niederländer nur noch wenige Mauerreste sichtbar. Der Stil der heute vorhandenen Gebäude ist traditionell chinesisch. Im Inneren des Hauptturms und in den Seitengebäuden befinden sich heute Ausstellungen zur Geschichte der Stadt Tainan mit Schwerpunkt auf der Epoche der niederländischen Kolonisierung. Das Gelände ist ein beliebtes touristisches Ziel und ganzjährig für Besucher geöffnet. Für Besuchergruppen werden Führungen in verschiedenen Sprachen angeboten. 

### Die neun Schildkrötenstelen

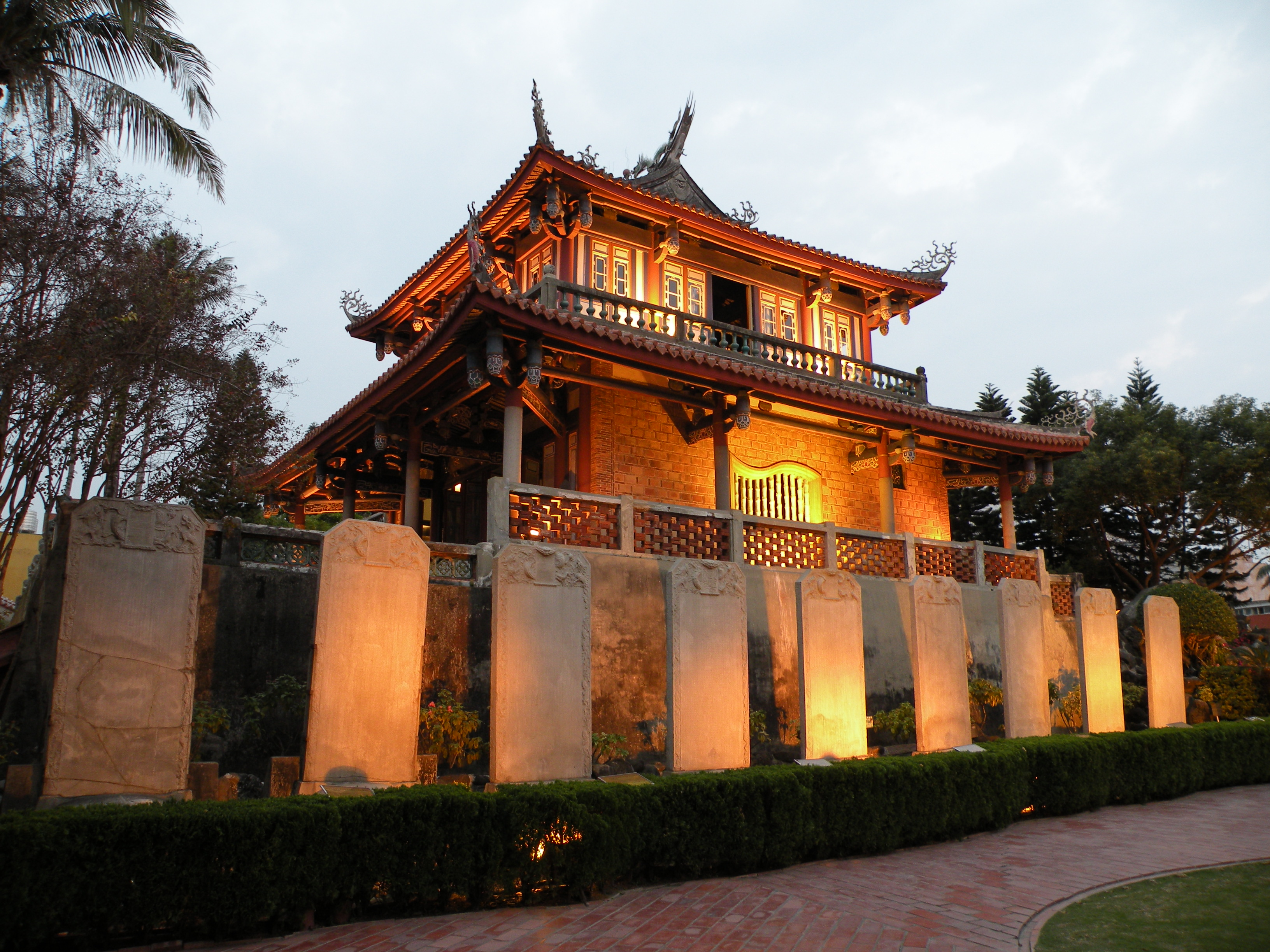
Das Hauptgebäude, im Vordergrund die neun Stelen

Vor dem Hauptgebäude befinden sich neun Steinstelen, die auf dem Rücken steinerner Schildkröten ruhen. Ihre in chinesischer und mandschurischer Sprache verfassten Inschriften erinnern an die Niederschlagung eines Aufstandes durch die Qing-Regierung im Jahr 1786. Die Stelen standen ursprünglich in der Nähe des südlichen Stadttores und wurden im Jahr 1960 auf das Gelände des Forts Provintia überführt.